# Kloster Marienwalde
Das Kloster Marienwalde (Dorfname seit 1945 Bierzwnik, lateinisch: Nemus S. Mariae) ist eine ehemalige Zisterzienserabtei in der Gemeinde Bierzwnik (Marienwalde) der polnischen Woiwodschaft Westpommern.

## Geographische Lage
Die Klosteranlage liegt in der Neumark, etwa 22 Kilometer südöstlich der Stadt Arnswalde (Choszczno) und zwölf Kilometer nordwestlich der Stadt Woldenberg (Dobiegniew).

## Geschichte

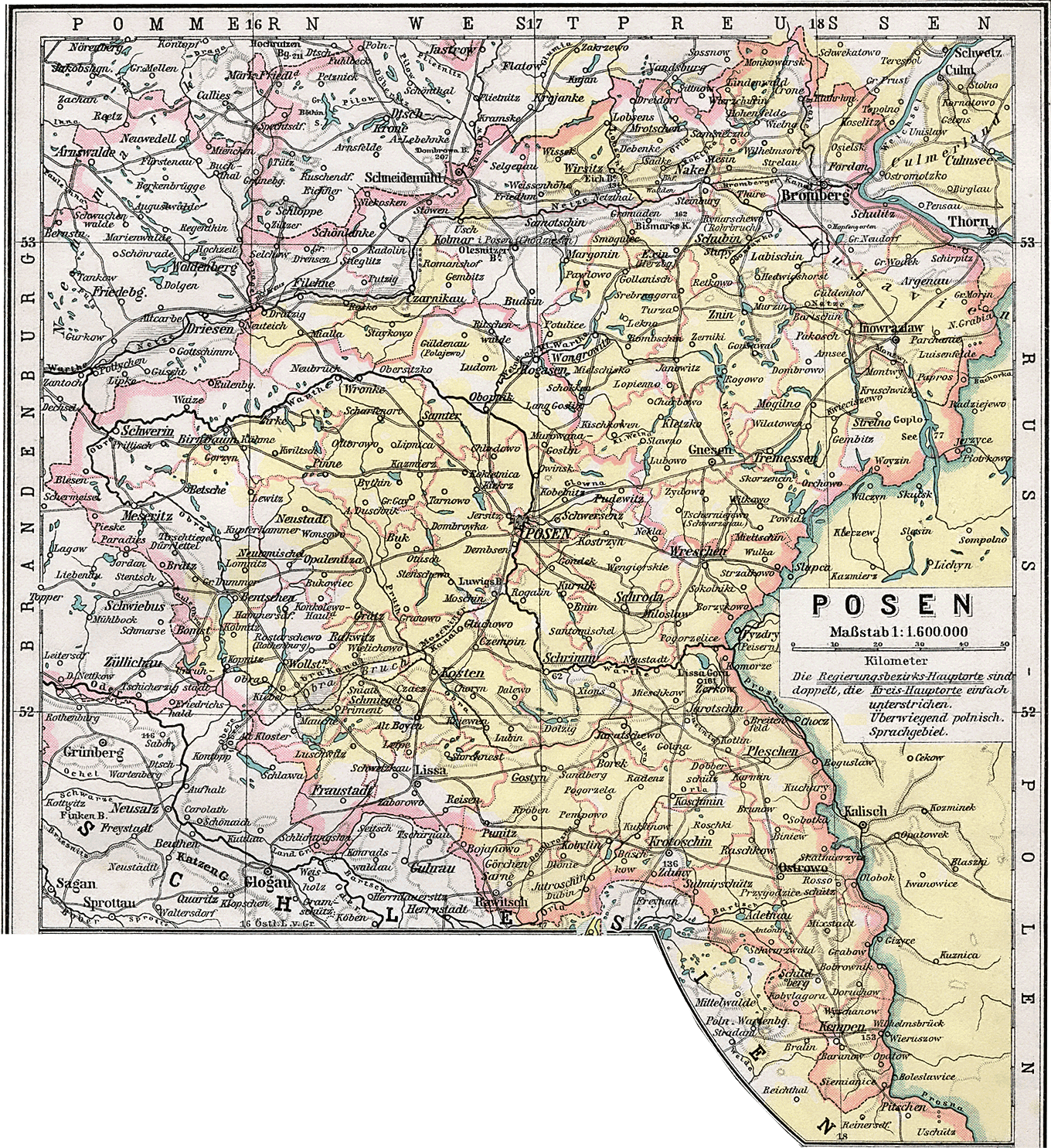
Marienwalde nordwestlich der Stadt Posen, südwestlich der Stadt Schneidemühl und nordwestlich der Stadt Woldenberg auf einer Landkarte der Provinz Posen von 1905 (gelb markierte Flächen kennzeichnen Gebiete mit seinerzeit mehrheitlich polnischsprachiger Bevölkerung).

Die Stiftung erfolgte 1286 durch den Markgrafen Otto IV. von Brandenburg, die Besiedelung 1294. Im Jahr 1300 übereignete Markgraf Woldemar dem Kloster Marienwalde einige Nachbardörfer, darunter das Dorf Regenthin.
Marienwalde war ein Tochterkloster von Kloster Kolbatz (Kołbacz) aus der von der Primarabtei Clairvaux über Kloster Esrom in Dänemark ausgehenden Filiation. Wohl 1539 wurde das Kloster durch den Markgrafen Johann von Küstrin aufgehoben. 1607 wurde eine Glashütte gegründet. Der heutige polnische Name stammt wohl erst aus dem Jahr 1945 und leitet sich vom slawischen Wort bierwo (Holzbalken) ab.

## Bauten und Anlage
Die Kirche ist eine ursprünglich neunjochige Backsteinhalle mit achteckigen Pfeilern ohne Querhaus mit polygonalem (9/12) Chor, sie ist in die Zeit um 1330/50 zu datieren. Erhalten sind nach Bränden 1824 und 1945 und Wiederaufbau um 1960 der Chor und die zwei östlichen Langhausjoche. Die Klausur lag rechts von der Kirche, Ost- und Südflügel sind, um 1820 als Wohnungen verbaut, erhalten. Der Giebel des Brauereigebäudes stürzte zwischen 1988 und 1998 ein. 